# Saxifraga daqiaoensis
Saxifraga daqiaoensis là một loài thực vật có hoa trong họ Saxifragaceae. Loài này được F.G. Wang & F.W.Xing mô tả khoa học đầu tiên năm 2008.